# Бизељско
Бизељско (словен. Bizeljsko) је село на десној обали Сутле у општини Брежице, која припада Посавској регији у Републици Словенији.

## Становништво
По попису становништва из 2011. године, Бизељско је имало 691 становника.

## Историја
Село припада историјској покрајини Доња Штајерска. Кметови из овог места учествовали су у сељачкој буни 1573.